# La voix du bon Dieu
La voix du bon Dieu (tradus Vocea bunului Dumnezeu), album lansat pe 9 noiembrie 1981 de Celine Dion, marchează prima apariție discografică din cariera cântăreței canadiene. Înregistrat pe când Celine avea numai 13 ani, discul a fost compus și produs de maestrul francez Eddy Marnay (Edith Piaf). Titlul albumului vine de la exclamația lui Eddy când a auzit-o pe Celine cântând pentru prima oară: “Vocea bunului Dumnezeu!”. Primul single a fost “Ce n'etait qu'un reve” (scris de Celine împreună cu mama sa și fratele său Jacques). 
Majoritatea pieselor de pe album sunt inspirate din experiențele copilăriei lui Celine, întregul LP înfățișează lumea ca o poveste, văzută prin ochii unui copil. Era pentru prima oară când Marnay compunea muzică, până atunci scrisese doar texte, ce-i drept pentru nume celebre precum Barbra Streisand sau Nana Mouskouri. Poate de aceea, albumul conține câteva preluări: “Tire l'aiguille” (Renée Lebas), “Les roses blanches” (Berthe Sylva), L'amour viendra (Dario Baldan Bembo). Deși liniile melodice sunt simple și versurile pline de inocență, “La voix du bon Dieu” pune perfect în valoare calitățile vocale ale tinerei Celine Dion. 
Lansarea albumului a fost finantata de managerului lui Celine, Rene Angelil, care și-a ipotecat propria locuință pentru a obține banii necesari. Doar promovarea radio și un pseudo-videoclip la “Ce n'etait qu'un reve” au făcut ca albumul să se vândă în 30.000 de copii în 1981, iar primul single și piesa de titlu “La voix du bon Dieu” au ocupat primele locuri în topuri.

## Tracklist
1. La Voix du Bon Dieu (S. Dumont, E. Marnay) – 3:22 (Al doilea Single)
2. Au Secours (R. Leroux, P. Létourneau) – 3:31
3. L'Amour Viendra (A. Cassella, D.B. Bembo, E. Marnay) – 4:20 (Al treilea Single)
4. Autour de Moi (T. Dion, P.A. Tremblay) – 3:00
5. Grand Maman (T. Dion, C.Dion, J. Dion) – 3:42
6. Ce N'Était Qu'un Rêve (T. Dion, C.Dion, J. Dion) – 3:52 (Primul Single)
7. Seul un Oiseau Blanc (D. Hétu, E. Marnay) – 4:17
8. T'ire L'Aiguille (E. Stern, E. Barclay, E. Marnay) – 2:24
9. Les Roses Blanches (C. Pothier, L. Rathier) – 5:56